# Juego de guerra

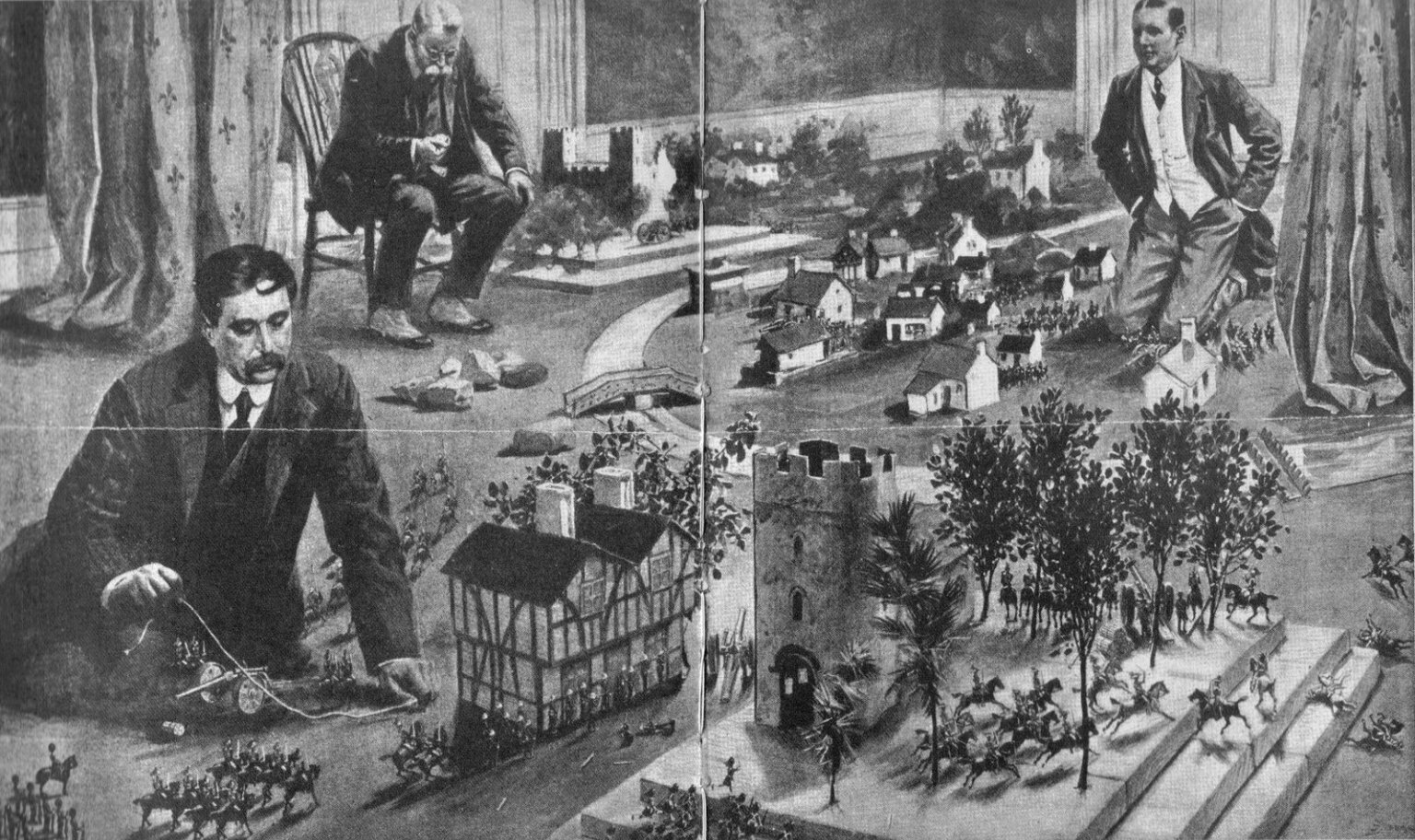
El escritor H. G. Wells practicando uno de los juegos de guerra más antiguos que se conocen, Little Wars, de su invención.

Un juego de guerra (del inglés wargame y este, a su vez, del alemán Kriegspiel) es aquel que recrea un enfrentamiento armado de cualquier escala (de escaramuza, táctico, operacional, estratégico o global) con reglas que implementan cierta simulación de la tecnología, estrategia y organización militar usada en cualquier entorno histórico, hipotético o fantástico.
Los juegos de guerra no implican en ningún momento el uso de violencia física entre los jugadores. Al contrario, son simulaciones de combate o acción bélica, ya sea como un juego de mesa (mediante, por ejemplo, el uso de fichas sobre un tablero) o como una recreación real (mediante, por ejemplo, la práctica de la recreación histórica). En cualquier caso, en la mayor parte de los casos se habla de juego de guerra para juegos de mesa que simulan combates, batallas o enfrentamientos, ya sean: terrestres, navales, aéreos, submarinos o espaciales. El ajedrez y el go son precursores muy esquemáticos de los juegos de guerra, pero basados en táctica y estrategia.
Un videojuego de guerra es un videojuego que comparte los mismos elementos de un juego de guerra tradicional. Actualmente, los ejércitos de muchos países, como el de Estados Unidos, usan los videojuegos para crear simulaciones virtuales de entrenamiento para sus soldados y elaborar estrategias o planes de guerra.

## Tipos de juegos de guerra

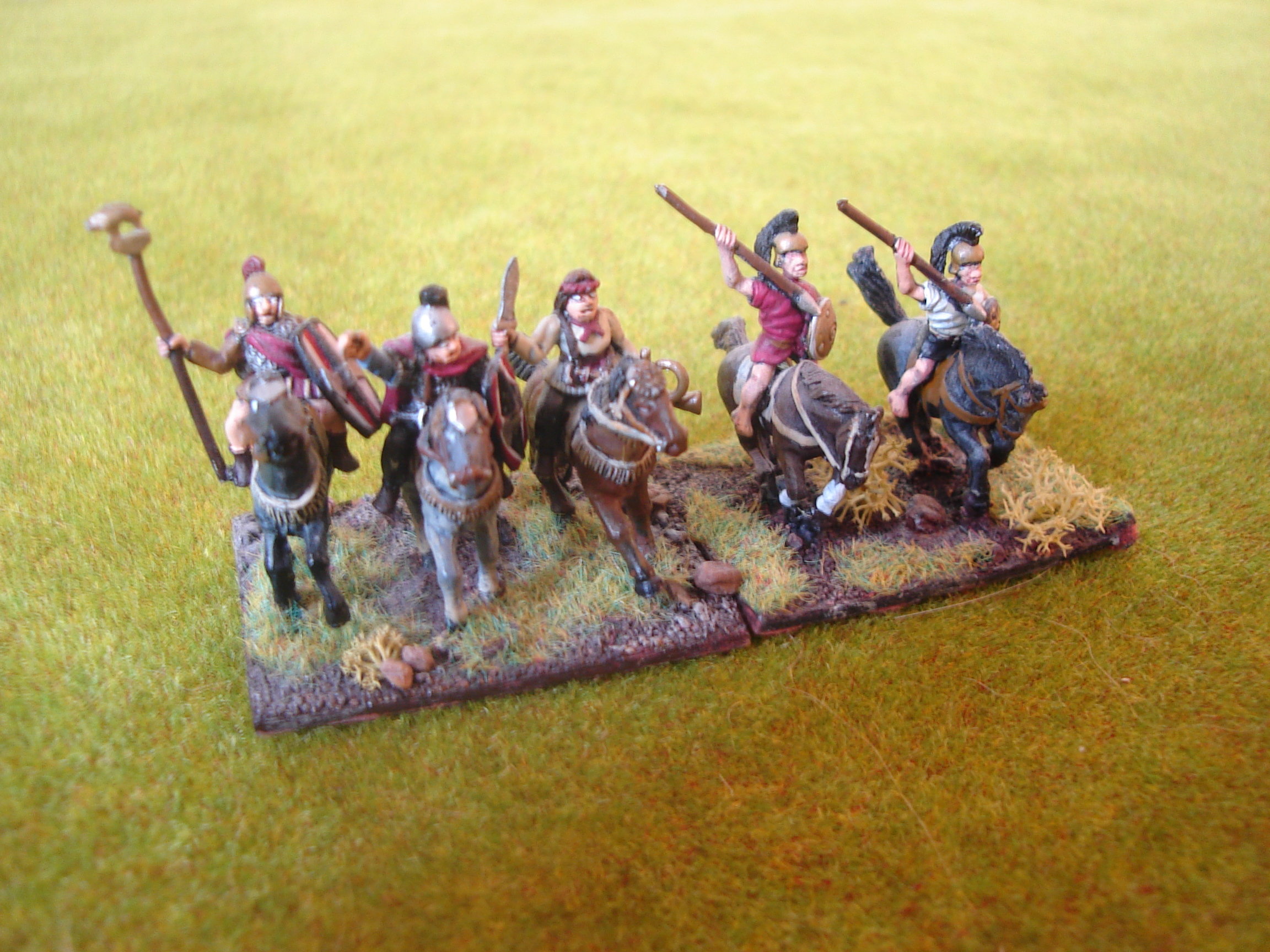
Juego de miniaturas De Bellis Antiquitatis. A la izquierda C-in-C (unidad de general en caballería) y a la derecha 2LH (unidad de caballería ligera) en 15 mm sobre bases de 40 x 30 mm.

- De tablero: Desde los precursores (ajedrez, go), básicos (Estratego, Risk y TEG), de comité (Diplomacy, Machiavelli), de entretenimiento (eurogames), gran estrategia (Civilización), estrategia, operacionales, tácticos (El Camino de la Gloria), de ciencia ficción (Infinity), fantasía, o los también llamados de «simulación histórica».
- De comité: Se crea una situación bélica con una cadena de mando y unos mapas predeterminados y «banderitas» para marcar las posiciones en las que se enfrentan dos equipos vigilados por un juez (Kriegspiel,  en alemán). Se simulan situaciones habituales de incertidumbre militar («fog of war» en inglés, «niebla de guerra») al ir subiendo y bajando los mensajes por la cadena de mando, lo que implica confusiones a la hora de ejecutar las órdenes e imposibilidad de cumplirlas al cambiar la situación real en la parte baja de la jerarquía. Estos juegos se pueden jugar asistidos por tablero y/o ordenador.
- Juegos de miniaturas: Se recrean los terrenos de juego (mediante maquetas o dioramas) y se disponen miniaturas en ellos. Son mucho más versátiles que los de tablero y menos complejos que los videojuegos. Existen de varios tipos: basados en la antigüedad (Field of Glory, De Bellis Antiquitatis), napoleónicos (En nombre de la gloria), fantásticos (Warhammer Fantasy Battle, Warhammer 40.000), etc.
- Juego de cartas coleccionables: Juegos de cartas coleccionables o no en los que la temática es eminentemente bélica o simulan una batalla.
- Videojuego de guerra: En los que la simulación es lo principal (ya que recrea un mundo virtual) y no existen las constricciones físicas, aunque sí sociales para el juego y están basados en la programación de una máquina. Véase, por ejemplo, Armed Assault.
- Deportivos: Paintball, Airsoft, Nerf Laser tag y Soft-combat, por ejemplo.

## Los primeros juegos de guerra

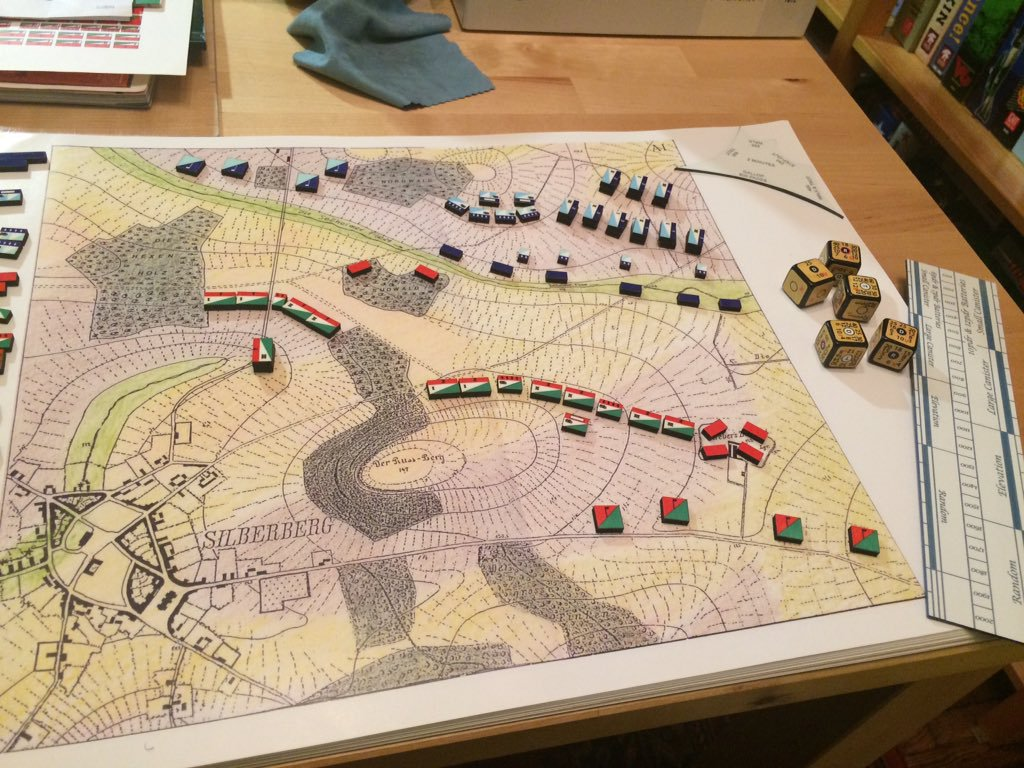
Reconstrucción del juego de guerra militar prusiano Kriegsspiel, basado en un conjunto de reglas desarrollado por Georg Heinrich Rudolf Johann von Reiswitz en 1824.

Los juegos de guerra son casi tan viejos como la guerra misma. Existen pruebas que demuestran el uso de juegos para simular la guerra desde los tiempos del Antiguo Egipto. Algunos de estos pasatiempos desarrollaron un proceso de abstracción que dio lugar a los primeros juegos tácticos, como el chaturanga, el ajedrez y el go.
Inspirándose en el ajedrez, Helwig, maestro de pajes del Duque de Brunswick, creó un juego de emulación de batallas en 1780 muy similar al concepto moderno de juego de guerra comercial. Se jugaba en un tablero de 1666 cuadrículas que tenía un código de colores para identificar los tipos de terrenos. Los jugadores utilizaban piezas que representaban unidades de varios tipos y que tenían distintas capacidades de movimiento expresadas en cuadrículas por turno. En 1795, Georg Vinturinus, un escritor militar de Schleswig, desarrolló una versión más compleja de este juego basándose en un territorio que representaba la porción de terreno entre Francia y Bélgica.
En 1824 el teniente Von Reisswitz del Ejército prusiano, publicó un elaborado sistema diseñado para el entrenamiento militar y la planificación estratégica, al que llamó Kriegspiel («juego de guerra» en alemán). Este juego de guerra es un desarrollo de un diseño anterior del padre del teniente, en 1811. El diseño del teniente consistía en un juego de comité bélico que utilizaba mapas militares, un árbitro, tablas de probabilidad y reglas detalladas para resolver los conflictos.
El Kriegspiel no tuvo un buen recibimiento, llegando algunos oficiales a acosar a Reisswitz, hasta tal punto que pensó en el suicidio. Sin embargo, se formó un club de juegos de guerra que publicó la primera revista de juegos de guerra, el Kriegspieler Verein. Al final, el concepto de Kriegspiel fue aceptado de tal forma por el ejército alemán que derrotaron de forma aplastante al Segundo Imperio Francés (1870) gracias a un plan de batalla desarrollado en varios escenarios de ejercicios militares.
Muchas otras naciones atribuyeron al Kriegspiel el éxito fulgurante alemán en la Guerra Franco-Prusiana. Algunos oficiales del ejército de los Estados Unidos de América –W.R. Livermore y C.A.L. Totten- diseñaron sus propias versiones del juego de Von Reisswitz llamándoles war game («juego de guerra» en inglés), pero encontraron similar resistencia que el alemán. El wargame de Totten consiguió ser tan atractivo para los jugadores civiles como para los militares profesionales.
Los wargames derivaron del entrenamiento militar al ámbito lúdico y comercial con la publicación de Little Wars («pequeñas guerras»), un juego de soldados para niños creado por H. G. Wells en 1913. Este pasatiempo derivó hacia el mercado adulto con juegos de recreación y de modelos inspirados desde el período de las guerras napoleónicas. Aunque en estos primeros juegos cada miniatura representaba un solo soldado, pronto comenzaron a aparecer figuras que representaban unidades enteras.
El primer juego de guerra en ser producido y comercializado en serie fue Tactics, creado en 1952 por Charles S. Roberts y publicado en 1954 por The Avalon Game Company (compañía pionera en la comercialización de juegos de guerra y que más tarde sería rebautizada como Avalon Hill). Muchos otros juegos similares siguieron entonces a Tactics. Algunos ejemplos son Panzerblitz (1970), Squad Leader (1977) o Waterloo 1815 (1981).

## Primerwargameespañol
La Batalla, de José Perelló Pérez y publicado en 1944, fue posiblemente el primer juego de guerra publicado en España por un autor español.
El primer juego de guerra español con tablero y fichas fue La Batalla del Metauro, publicado en 1961 por la empresa Rojas y Malaret S.A., dentro de la serie llamada Grandes Batallas del Mundo junto con: La Batalla de Zama, La batalla de Little Big Horn y El Alamein!. Estos 4 juegos de simulación bélica publicados hasta 1966 estaban creados por Eduardo Rojas y en su mayor parte ilustrados por Ray Ferrer. Sus fichas o peones de juego eran miniaturas de plástico de las unidades militares.
Posteriormenre en la siguiente década aparecerían nuevos wargames en España, comenzando con La Reconquista, creado y publicado en 1970 por Joaquim Pla i Dalmau cuando era director de su propia editorial, Dalmau Carles Pla. Curiosamente Dalmau Carles Pla también fue la primera editorial española en introducir un juego de rol en España al traducir y publicar el famoso juego de rol Dungeons & Dragons en 1985.

## Uso militar de los juegos de guerra
Los juegos de guerra fueron usados por la mayoría de las grandes potencias justo antes y durante la Primera Guerra Mundial. Sin embargo, estos juegos no consiguieron preconizar cuestiones como la guerra de trincheras, no prevista por el Plan Schlieffen, en el primer año de la guerra.
En la Segunda Guerra Mundial, los alemanes planificaron concienzudamente con este sistema los ataques de las Ardenas para flanquear la línea Maginot en 1940 y la invasión de la Unión Soviética al año siguiente.
Una de las anécdotas más famosas sobre los juegos de guerra y la Segunda Guerra Mundial se refiere a la simulación japonesa de la batalla de Midway [cita requerida]. En un elaboradísimo juego de comité, los oficiales japoneses que llevaban el bando de los americanos lanzaron un ataque a la flota de portaaviones japoneses y les infligieron pérdidas devastadoras. Sin embargo, los árbitros cancelaron el resultado –los japoneses hicieron trampas en su propio juego-, con lo que el Estado Mayor Japonés creyó que la victoria nipona era inevitable. En la realidad, la batalla se desarrolló exactamente como había predicho el juego al principio.
Resultados como este al comparar juego con realidad son unas de las paradojas del uso militar de los juegos de guerra [cita requerida]. Cuando los militares se encuentran con resultados contrarios a lo planificado, la tentación de hacer trampas suele ser irresistible en vez de poner en entredicho el trabajo táctico.

## Extrapolación al ámbito informático
Tras la Segunda Guerra Mundial, el uso militar de los juegos de guerra se ha ido tecnificando. Las computadoras permiten altos niveles de detalle. Lo último en juegos de guerra controlados por ordenador ha llegado con el desarrollo de modelos matemáticos, que son jugados por inteligencias artificiales sin la participación de los seres humanos.
La cantidad de datos generados es tan grande que supera la capacidad humana de estudiarlos, con lo que los ejércitos más avanzados –como el de Estados Unidos- examinaron varios modelos de juegos de guerra usados en juegos comerciales para adaptarlos a la realidad y crear simuladores de combate para entrenar a sus soldados y mandos. En 1976 el Ejército estadounidense contrató a la empresa SPI para producir un juego de guerra de nivel táctico que se vendió en el mercado civil como un juego de tablero llamado Firefight.
El desarrollo de la informática y la llegada al mercado del computador personal consiguió que la simulación bélica fuera avanzando hasta tales niveles de realismo, que hoy en día existen cientos de juegos de simulación mecánica, táctica y estratégica asistidos por ordenador llamados comúnmente videojuegos de guerra.

## Delwargameal juego de rol
Los juegos de rol se basan en las reglas de simulación de los juegos de guerra, pero en ellos se representa a un personaje que interacciona de forma social con otros jugadores o personajes controlados por un árbitro. Un juego de rol es una derivación de los juegos de guerra, y muchos juegos de rol tienen reglas de combate de masas o vehículos basados en los primeros.
El juego de guerra de tablero Diplomacy, inventado por Allan B. Calhamer en 1954 y publicado en 1959, hizo que las interacciones sociales y personales pasasen a formar parte del juego. Una variante en vivo de Diplomacy llamada Slobbovia fue utilizada para el desarrollo del personaje en lugar del conflicto.
A finales de la década de 1960 comenzaron a añadirse elementos de fantasía a los juegos de guerra. El lingüista M.A.R. Barker empezó a emplear sus sesiones de wargames para desarrollar su creación Tékumel.
En 1970 la Asociación de Wargamers (jugadores de wargames) de Nueva Inglaterra presentó un juego de guerra de fantasía llamado Middle Earth (Tierra Media) en una convención de la Asociación de Coleccionistas de Figuras Militares. El escritor de fantasía Greg Stafford creó White Bear and Red Moon («Oso blanco y luna roja») en 1974 para explorar su mundo de fantasía, Glorantha, aunque no sería publicado hasta 1975.
Por otra parte, Gary Gygax de la Sociedad de Wargamers de la Universidad de Minnesota, elaboró una serie de reglas para un ejército medieval. Este juego de guerra inusual fue publicado en 1971 con el título Chainmail («cota de malla»). Aunque esencialmente se trata de un juego de referencia histórica, incluía un apéndice para añadir elementos fantásticos como magos y dragones. Para la edición del juego Gary Gygax fundó Tactical Studies Rules (TSR) en 1972 junto con Don Kaye. Este juego fue el que derivó en 1974 hacia la publicación del primer juego de rol de la historia: Dungeons & Dragons.